# Anni 110 a.C.
Gli anni 110 a.C. sono il decennio che comprende gli anni dal 119 a.C. al 110 a.C. inclusi.

## Nati
- Aulo Licinio Archia, poeta greco antico117 a.C.
- Lucio Licinio Lucullo, generale e politico romano († 56 a.C.)116 a.C.
- Marco Terenzio Varrone, letterato, grammatico e militare romano († 27 a.C.)115 a.C.
- Marco Antonio Cretico, militare romano († 71 a.C.)
- Marco Antonio Gnifone, grammatico romano114 a.C.
- Quinto Ortensio Ortalo, oratore e avvocato romano († 50 a.C.)110 a.C.
- Tito Pomponio Attico, scrittore romano († 32 a.C.)
- Lucio Giulio Cesare, politico romano († 43 a.C.)
- Marco Petreio, generale romano († 46 a.C.)

## Morti
- Li Guang, militare e generale cinese118 a.C.
- Marco Porcio Catone, politico romano
- Iempsale I, sovrano
- Micipsa, sovrano berbero117 a.C.
- Huo Qubing, militare e generale cinese (n. 140 a.C.)
- Sima Xiangru, poeta cinese116 a.C.
- 28 giugno - Tolomeo VIII, sovrano egizio
- Cleopatra II, regina egizia
- Quinto Cecilio Metello Macedonico, politico e generale romano (n. 188 a.C.)115 a.C.
- Publio Muzio Scevola, politico e giurista romano114 a.C.
- Zhang Qian, esploratore e diplomatico cinese (n. 195 a.C.)112 a.C.
- Aderbale, sovrano
- Cleopatra Trifena, regina egizia
- Cleopatra IV, regina egizia110 a.C.
- Sima Tan, astrologo e storico cinese (n. 165 a.C.)